# Liparis abyssinica
Liparis abyssinica är en orkidéart som beskrevs av Achille Richard. Liparis abyssinica ingår i släktet gulyxnen, och familjen orkidéer. Inga underarter finns listade i Catalogue of Life.